# Xã Henry, Quận Henry, Indiana
Xã Henry (tiếng Anh: Henry Township) là một xã thuộc quận Henry, tiểu bang Indiana, Hoa Kỳ. Năm 2010, dân số của xã này là 22.560 người.